# Jacopone da Todi
Jacopone da Todi o Jacopo Benedetti (Todi, Úmbria, 1230-1236 - Collazzone, 25 de desembre de 1306) va ser un frare franciscà italià, autor de nombrosos poemes religiosos en italià i llatí; se li ha atribuït l'autoria del Stabat Mater. És venerat com a beat per l'orde dels frares menors, tot i no haver estat beatificat oficialment per l'Església catòlica.

## Biografia

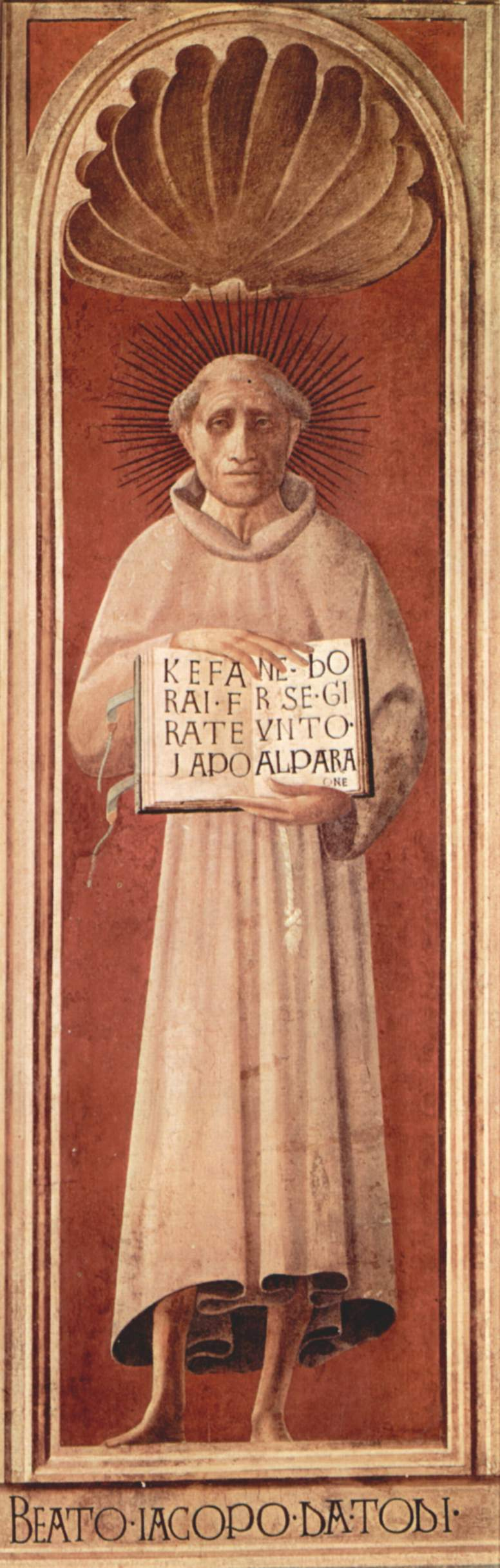
Fresc de Paolo Ucello, ca. 1435-1440 (Florència, Museo dell'Opera del Duomo.

Nascut a Todi en la família noble dels Benedetti, Jacopo va ser induït a estudiar pel seu pare. Va estudiar gramàtica, retòrica i jurisprudència, probablement a la Universitat de Bolonya i va obtenir el doctorat. Va tornar a Todi i hi exercí el dret com a notari i procurador legal, i s'hi casà en 1267 amb Vanna, filla del comte de Coldimezzo. La mort accidental de la seva esposa l'any següent va provocar-li una crisi espiritual. Persuadit que havia emprat el temps en plaers frívols i haver fet servir el seu talent de jurista al servei de causes no sempre justes, canvia la seva vida adoptant l'espiritualitat franciscana: abandonà la vida mundana i repartí els seus béns entre els més necessitats, pelegrinant durant deu anys, vivint de l'almoina i humiliant-se i mortificant-se.
Estudia teologia i, finalment, ingressa en l'orde franciscà, on és admès l'any 1278 com a germà llec, probablement al convent de Pantanelli, a Terni. Jacopone s'emmarca en el corrent dels germans espirituals o fraticelli, que volien aplicar la regla amb el màxim rigor. El 1288, anà a Roma amb el cardenal Bentivenga.
El 1294, Celestí V havia autoritzat els espirituals a viure separademant dels franciscans conventuals; el seu successor (Celestí es va veure obligat a abdicar), Bonifaci VIII, va revocar aquesta disposició. Aquest fet va provocar una conjura, promoguda pels Colonna, contra el papa, a qui acusen d'ésser un usurpador; Jacopone es va veure implicat, ja que havia estat un dels signataris del Manifest de Lunghezza del 1297 que demanava la deposició del papa i la convocatòria d'un concili. El papa contestà excomunicant tots els signataris amb la butlla Lapis abscissus. El 1298, després de la presa de Palestrina pel papa, Jacopone va ser desproveït del seu hàbit, processat i empresonat a la presó conventual de San Fortunato de Todi.
Malgrat les seves peticions, Bonifaci VIII no va voler aixecar-li l'excomunió; va haver d'esperar el perdó per part de Benet XI, el 23 de desembre de 1303. Jacopone va ésser alliberat i va viure els seus últims anys a Collazzone Todi, on morí a l'hospici dels frares menors la nit de Nadal de 1306.
Va ser enterrat al monestir de les clarisses de Montecristo, a Todi, d'on es traslladà el cos, en 1433, a la cripta de San Fortunato de Todi.

## Obres
Els seus poemes, els Laudes o lloances, es presenten en forma de balades, de mètrica variada i, sovint, amb diàlegs. Els temes tractats i l'estil s'adeqüen a les preocupacions de l'autor, amb poemes de clar contingut polèmic i en contra de Bonifaci VIII, com el poema O papa Bonifazio....
És particularment conegut el seu Pianto della Madonna (Plany de la Mare de Déu). Se li ha atribuït, tradicionalment, el seqüència gregoriana Stabat Mater dolorosa.

## Veneració
Quan el 1433 se'n traslladaren les restes a la seva ubicació actual, el bisbe Antonio da Anagni les va fer exposar a la veneració pública a l'església de l'Ospedale della Carità. El 1596, el seu cap va ser col·locat en un reliquiari entre els cinc sants màrtirs protectors de Todi (Fortunat, Cal·lixt, Cassià, Digna i Romana, les restes dels quals són a la mateixa església).
Jacopone rebia culte anual a la catedral i l'església de S. Terenziano de Todi, i en altres llocs com Collazzone, Montecastrilli i llocs de la rodalia. En 1595, el bisbe de Todi, Angelo Cesi, demanà l'autorització per celebrar l'ofici de Jacopone, però la Santa Seu li ho negà, ja que no havia estat beatificat oficialment, amb la qual cosa el culte que s'hi retia va perdre embranzida. En 1618, el consell comunal de Todi va tornar a fer la demanda, però tampoc no reeixí. El 1868, el frares menors van intentar reobrir la causa, però tampoc no s'acabà fent, ja que els escarnis que Jacopone havia escrit contra el papa als seus poemes eren un obstacle seriós.
No ha estat beatificat encara, però figura al martirologi franciscà, amb la data del 25 de desembre.